# Rafael Bertrand
Rafael Bertrand (Camagüey, 20 de agosto de 1917-Ciudad de México, 5 de octubre de 1983) fue un actor cubano que trabajó en el cine durante muchos años en la industria cinematográfica mexicana. Interpretó una versión mexicana del caballero ladrón A. J. Raffles en la película de 1958 Raffles con Martha Mijares y en la versión cinematográfica de 1956 de Corazón salvaje como Juan del Diablo, trabajando con Martha Roth, Christiane Martel y Carlos Navarro. Trabajó también con actrices de la Época de Oro del cine mexicano en la película Mi desconocida esposa protagonizada por Silvia Pinal y Prudencia Grifell.

## Filmografía
- 1971 El hacedor del miedo ... Roberto
- 1971 La muerte viviente ... Capt. Pierre Labesch (como Rafael Bertrand)
- 1966 The Professionals ... Fierro
- 1964 Las invencibles ... Zorro (como Rafael Bertrán)
- 1964 Frente al destino
- 1964 Juicio contra un ángel
- 1964 Las hijas del Zorro ... Zorro (como Rafael Bertrán)
- 1964 Las dos galleras
- 1963 Vivimos en una estrella (TV Series)
- - Episode #1.3 (1963)
- - Episode #1.2 (1963)
- - Episode #1.1 (1963)
- 1963 Aventuras de las hermanas X ... Don Armando
- 1962 Penumbra (TV Series)
- 1962 Sangre en el ring ... Tony Zarda (como Rafael Bertrán)
- 1962 Dinamita Kid ... Tony Zarda (como Rafael Bertrán)
- 1961 Don Bosco (TV Series) ... Don Bosco
- - Episode #1.3 (1961) ... Don Bosco
- - Episode #1.2 (1961) ... Don Bosco
- - Episode #1.1 (1961) ... Don Bosco
- 1961 Las gemelas (TV Series)
- - Episode #1.3 (1961)
- - Episode #1.2 (1961)
- - Episode #1.1 (1961)
- 1961 Mañana serán hombres ... Enrique Puertocarrero
- 1961 Cuando regrese mamá ... Arturo
- 1961 El hombre de la ametralladora ... Estebán Martín Álvarez (El ingeniero)
- 1961 Vacaciones en Acapulco ... Mario Martínez
- 1960 Dos caras tiene el destino (TV Series)
- - Episode #1.3 (1960)
- - Episode #1.2 (1960)
- - Episode #1.1 (1960)
- 1960 El juicio de los padres (TV Series) (1960)
- 1960 Puños de Roca ... Puños de Roca
- 1960 Su primer amor
- 1959 Siempre estaré contigo
- 1959 800 leguas por el Amazonas ... Torres
- 1959 Misterios de ultratumba ,,, Dr. Mazali
- 1959 La edad de la tentación ,,, Joaquín Menocal
- 1958 Los hijos del divorcio ... Rogelio Morales
- 1958 Raffles ... Alejandro Robles / Humberto / Pablo
- 1958 Mi desconocida esposa ... Guillermo / Ricardo Aliaga
- 1957 Tropicana
- 1956 Pensión de artistas ... Rafael
- 1956 Corazón salvaje ... Juan del Diablo
- 1955 Yo no creo en los hombres ... Arturo Ibáñez
- 1954 El Vizconde de Montecristo ... Polito
- 1953 Misión al norte de Seúl ... Clark Brown
- 1951 Cuba canta y baila
- 1945 Sed de Amor